# Universidade Judson
A Universidade Judson (em inglês:   Judson University) é uma universidade privada batista localizada em Elgin (Illinois), nos subúrbios de Chicago, nos Estados Unidos da América. É afiliada das Igrejas Batistas Americanas EUA.

## História
A universidade tem suas origens na fundação do Northern Baptist Theological Seminary em 1913 pela Segunda Igreja Batista de Chicago. Em 1920, o departamento universitário foi fundado.  Em 1963 tornou-se autônomo do seminário e mudou-se para Elgin (Illinois).  Leva o nome de Judson College, em homenagem a Adoniram Judson, o primeiro missionário batista americano.  Em 2007 tornou-se uma universidade.  Para o ano 2020-2021, teve 1,173 alunos. 

## Afiliações
Ela é membro das Igrejas Batistas Americanas EUA. 

## Campus

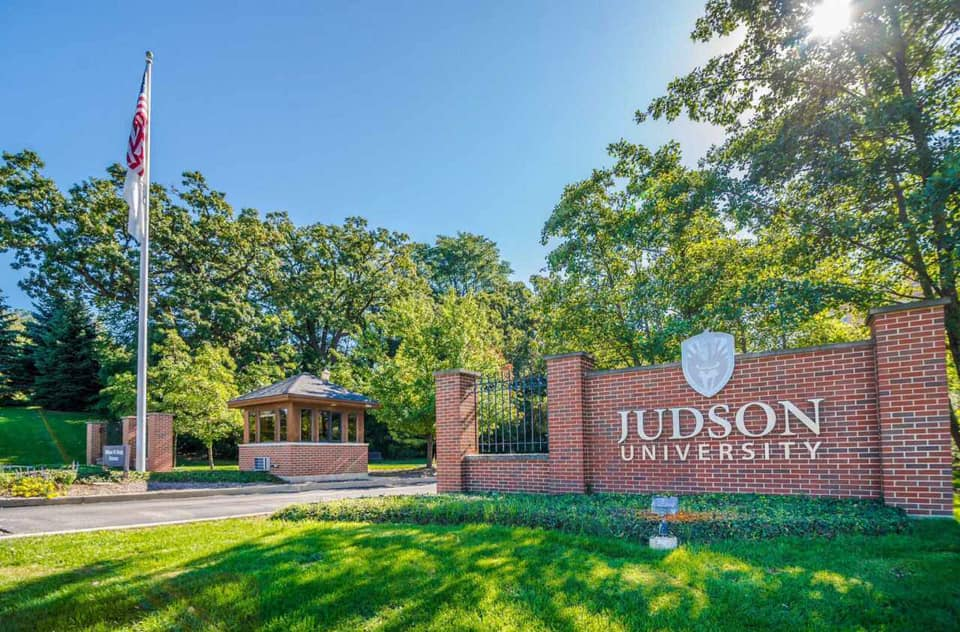
Entrada
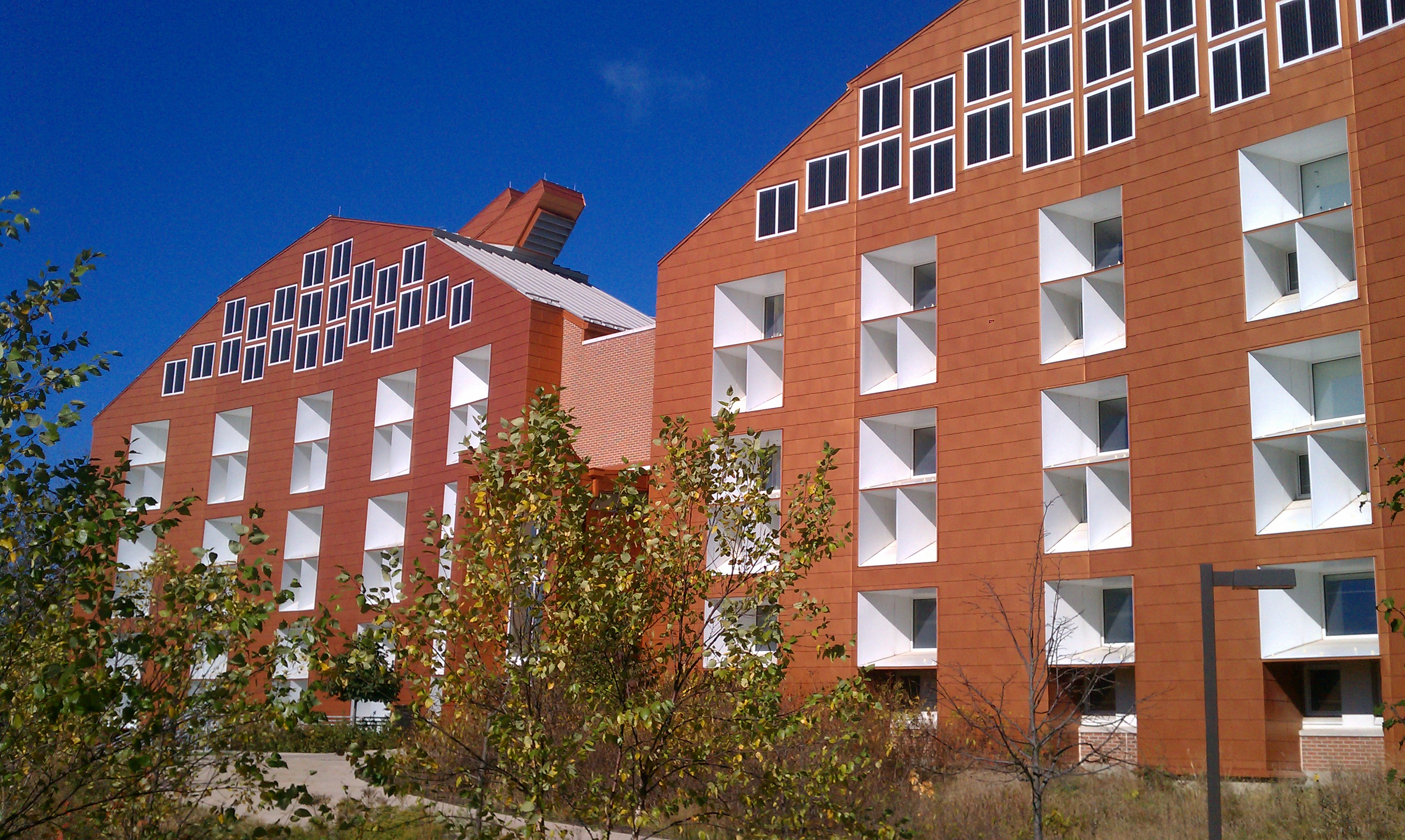
Harm A. Weber Academic Center
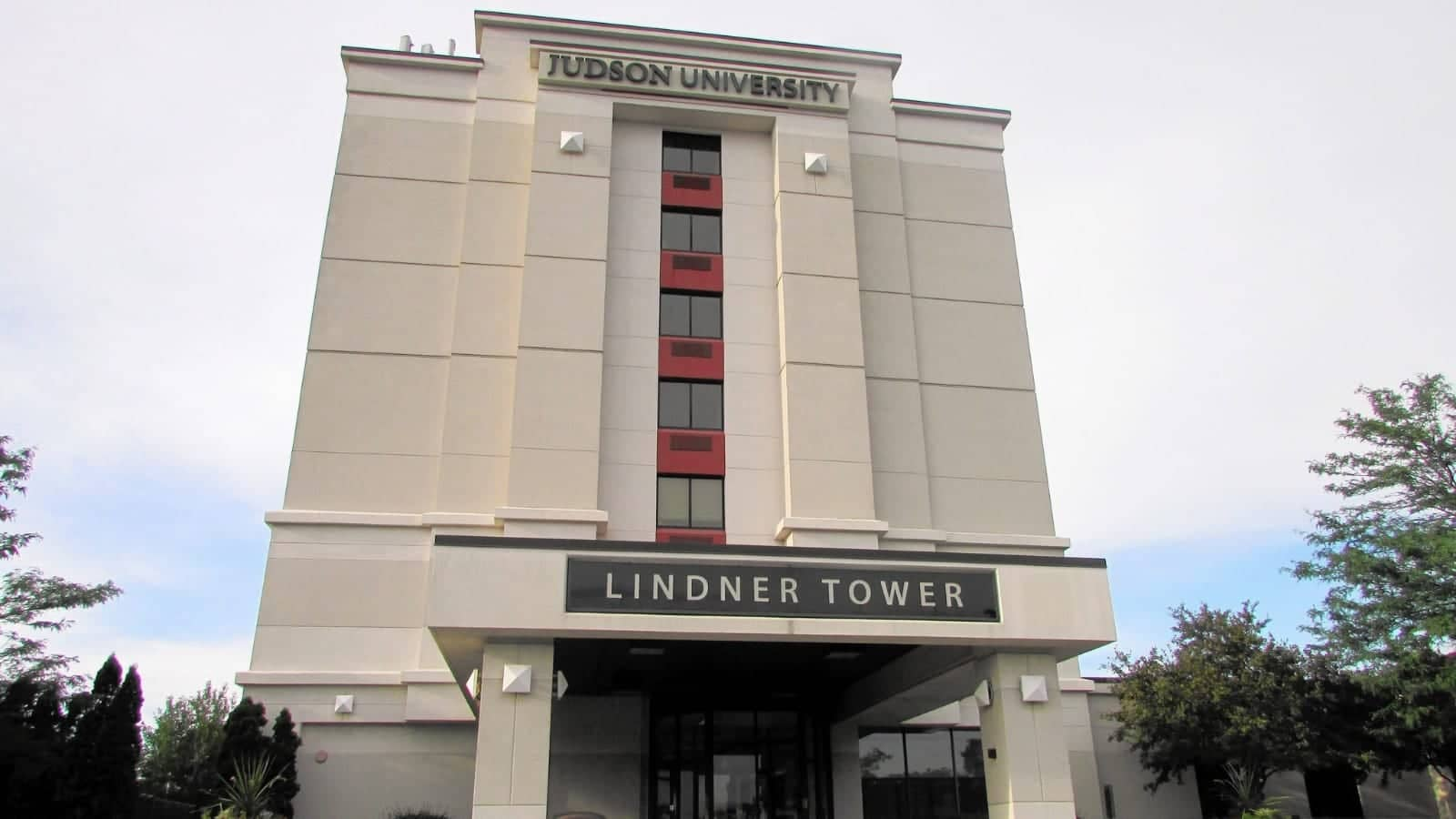
Lindner Tower, Conference center